# Число Эрдёша — Вудса
В теории чисел числом Эрдёша — Вудса называется всякое положительное число k, для которого существует положительное целое a такое, что в последовательности [a, a + 1, …, a + k], каждый из элементов имеет нетривиальный общий делитель с одним из её крайних элементов.
Другими словами, k — число Эрдёша — Вудса, если имеется положительное целое a, такое, что для любого целого i между 0 и k по меньшей мере один из наибольших общих делителей НОД(a, a + i) и НОД(a + i, a + k) больше единицы.
Числа Эрдёша – Вудса образуют последовательность:
16, 22, 34, 36, 46, 56, 64, 66, 70 … (последовательность A059756 в OEIS).

## История
Интерес к числам Эрдёша — Вудса берёт начало от гипотезы Эрдёша:
Существует положительное целое k, такое, что любое целое a однозначно определяется списком различных простых делителей чисел a, a + 1, …, a + k.
Алан Вудс исследовал этот вопрос в своей диссертации в 1981 году, где он предположил, что каким бы ни было k > 1, интервал [a, a + k], всегда содержит число, взаимно простое с обоими концами. 
Несколько позднее он нашел первый контрпример, [2184, 2185, …, 2200], с k = 16.
В 1989 году Довел доказал, что имеется бесконечно много чисел Эрдёша — Вудса, и Цегильски (Cégielski), Херольт(Heroult) и Ричард (Richard) в 2003 году показали, что множество чисел Эрдёша — Вудса является перечислимым.